# Gino Santercole (album)
Gino Santercole è un album del cantante Gino Santercole pubblicato nel 2000 dalla Azzurra Music. Contiene nuove versioni dei suoi più celebri successi, con nuovi arrangiamenti.

## Tracce
1. Stella d'argento (Devilli, J. Kennedy, M. Carr)
2. Questo vecchio pazzo mondo (Mogol, L. Beretta, M. Del Prete, P. F. Sloan, S. Barry)
3. Such a cold night tonight (G. Santercole)
4. Straordinariamente (G. Santercole, L. Beretta)
5. Un bimbo sul leone (G. Santercole, L. Beretta, M. Del Prete)
6. Sono un fallito (Don Backy, M. Del Prete, Howard)
7. Una carezza in un pugno (G. Santercole, L. Beretta)
8. È inutile davvero (G. Santercole, Mogol)
9. Storia d'amore e di coltello (G. Santercole, S. Corbucci)
10. Adriano ti incendierò (G. Santercole, Don Backy)